# Oppåkermoen
Oppåkermoen este o localitate din comuna Nes, provincia Akershus, Norvegia, cu o suprafață de 0,47 km² și o populație de 512 locuitori (2013).